# Eleutherobia albiflora
Eleutherobia albiflora är en korallart som först beskrevs av Huzio Utinomi 1957.  Eleutherobia albiflora ingår i släktet Eleutherobia och familjen läderkoraller. Inga underarter finns listade i Catalogue of Life.